# Конфедерация
 Тази статия е за вида държавно устройство.  За историческата държава вижте Конфедеративни американски щати.  
Конфедерацията е съюз на суверенни държави или друг вид организации с общи органи, които запазват много по-голяма самостоятелност, отколкото при федерацията. При конфедерацията местните органи имат много висока самостоятелност спрямо националните. Обикновено конфедералното правителство е натоварено с ограничен кръг дейности, като отбрана, външна политика, външна търговия и обща парична единица. Конфедерациите са краткотрайни и след изпълнението на целите им се разпадат или прерастват във федерации. Швейцария е федерална държава, единствена по своята същност, която е добила своето федерално управление, след като е била конфедерация. Това е и причината, поради която е запазила наименованието конфедерация. Други исторически примери за конфедерации са Обединена арабска република (Египет и Сирия, 1958 – 61), Сърбия и Черна гора (2003 – 06) и Република Съединени провинции (1581 – 1795). Днес конфедерация е Босна и Херцеговина, която след Дейтънското споразумение от 21 ноември 95 година е протекторат на международната общност, съставена от Федерация Босна и Херцеговина, Република Сръбска (която до 2006 година е имала и своя войска, която днес се опитва да възстанови, а сега има жандармерия, отсъстваща в останалите конфедерални субекти) и Окръг Бръчко. Съвременните политолози определят като мека конфедерация днешният ЕС.